# Чуништа
Чуништа је насељено место у Босни и Херцеговини у општини Олово у Зеничко-добојском кантону које административно припада Федерацији Босне и Херцеговине. Према последњем попису становништва из 2013. у насељу је живело 487 становника.

## Географија
Насеље се налази на надморској висини од 564 метара, површине 13,27 км2, са густином насељености 36,7  становника по км2.

## Становништво
| Националност | 1971.        | 1981.        | 1991.        | 2013.        |
| Муслимани*   | 510 (99,61%) | 608 (95,90%) | 664 (98,52%  |              |
| Срби         | 1 (0,195%)   |              | 7 (1,039%)   |              |
| Југословени  |              | 22 (3,470%)  | 2 (0,297%)   |              |
| Хрвати       | 1 (0,195%)   | 4 (0,631%)   | 1 (0,148%)   |              |
| Укупно       | 512 (100,0%) | 634 (100,0%) | 674 (100,0%) | 487 (100,0%) |

- Муслимани се данас углавном изјашњавају као Бошњаци.